# Pampa Hermosa (Piura)
Pampa Hermosa es una localidad peruana ubicada en el distrito de Huarmaca, perteneciente a la provincia de Huancabamba del departamento de Piura, al norte del Perú. 

## Ubicación
Pampa Hermosa se ubica al suroeste de la provincia de Huancabamba, en el distrito de Huarmaca, en el departamento de Piura.

## Demografía
En 2017 Pampa Hermosa tenía una población de 24 habitantes.